# Amblyseius herbicolus
Amblyseius herbicolus (лат.) — вид паразитиформных клещей рода Amblyseius из семейства Phytoseiidae (Mesostigmata).

## Описание
Мелкие свободноживущие хищные клещи длиной менее 1 мм. От близких видов отличается следующими признаками: конической формой сперматеки с вытянутым трубчатым каликсом, StIV короче 200 мкм; каликс у основания везикулы более широкий. Дорсальные щетинки заострённые (заднебоковых щетинок PL 3 пары, а переднебоковых AL — 2 пары). Дорсальный щит склеротизирован. Вид был впервые описан в 1959 году.

## Систематика
Этот вид принадлежит к группе видов Amblyseius largoensis, поскольку присутствуют щетинки J2 и Z1, щетинки s4 мелкие, а вентрианальный щит самки имеет форму вазы. Он принадлежит к подгруппе видов largoensis, так как щетинки Z4 длинные, сперматека имеет удлиненную чашечку, а вентрианальный щит самки цельный.

## Распространение
Amblyseius herbicolus широко распространен во всех тропических и субтропических регионах мира. Это второй по численности клещ-фитосейид на Coffea arabica в Бразилии, связанный с Brevipalpus phoenicis, переносчиком вируса кольцевой пятнистости кофе, и он оказался эффективным хищником (Reis et al. 2007). Amblyseius herbicolus также связан с клещом Paraphytoseius latus на таких культурах, как перец чили (Capsicum annuum) в Бразилии. Ареал включает такие страны как Аргентина, Австралия, Азорские острова, Бенин, Бразилия, Бурунди, Канарские острова, Китай, Колумбия, остров Гранд-Комор, Коста-Рика, Доминиканская Республика, доктор Конго, Сальвадор, Гана, Гваделупа, Гватемала, Гавайи, Гондурас, Индия, Иран, Кения, Ле-Сент, Реюньон и острова Мадагаскар, Малави, Малайзия, остров Мартиника, остров Новая Каледония, Папуа-Новая Гвинея, Перу, Филиппины, Португалия, Пуэрто-Рико, Руанда, Сенегал, Сингапур, Южная Африка, Испания, Тайвань, Таиланд, Турция, США, Венесуэла, Вест-Индия, Вьетнам.